# Rhombolytrum
Rhombolytrum es un género de plantas herbáceas perteneciente a la familia de las poáceas. Es originario de Sudamérica. Comprende 5 especies descritas y de estas, solo 2 aceptadas.

## Taxonomía
El género fue descrito por Heinrich Friedrich Link y publicado en Hortus Regius Botanicus Berolinensis 2: 296. 1833. La especie tipo es: Rhombolytrum rhomboideum Link
Etimología
Rhombolytrum: nombre genérico  

## Especies aceptadas
A continuación se brinda un listado de las especies del género Rhombolytrum aceptadas hasta enero de 2014, ordenadas alfabéticamente. Para cada una se indica el nombre binomial seguido del autor, abreviado según las convenciones y usos.
- Rhombolytrum monandrum (Hack.) Nicora & Rúgolo
- Rhombolytrum rhomboideum Link